# ブル・テリア
ブルテリア (Bull Terrier) は、18世紀中期に作られたイギリス原産の犬である。

## 概要
数種のテリアとオールド・イングリッシュ・ブルドッグを交配させてできたのが始まりである。この原種はブル・アンド・テリアと呼ばれていたが、それを縮めてブルテリアと呼ばれるようになった。
最初は闘犬として作られており、スパニッシュ・ポインターなどを交配させ、家庭犬として改良して誕生したのが、今日のブルテリアである。大きさはスタンダードとミニチュアの2種類。
脱臼・強迫神経症にかかりやすいという特徴がある。

## 小型の犬種
本種の小型の犬種としてミニチュア・ブル・テリアが存在する。また、トイ・ブル・テリアというさらに小型の犬種も存在したが、現在は絶滅している。

## ギャラリー

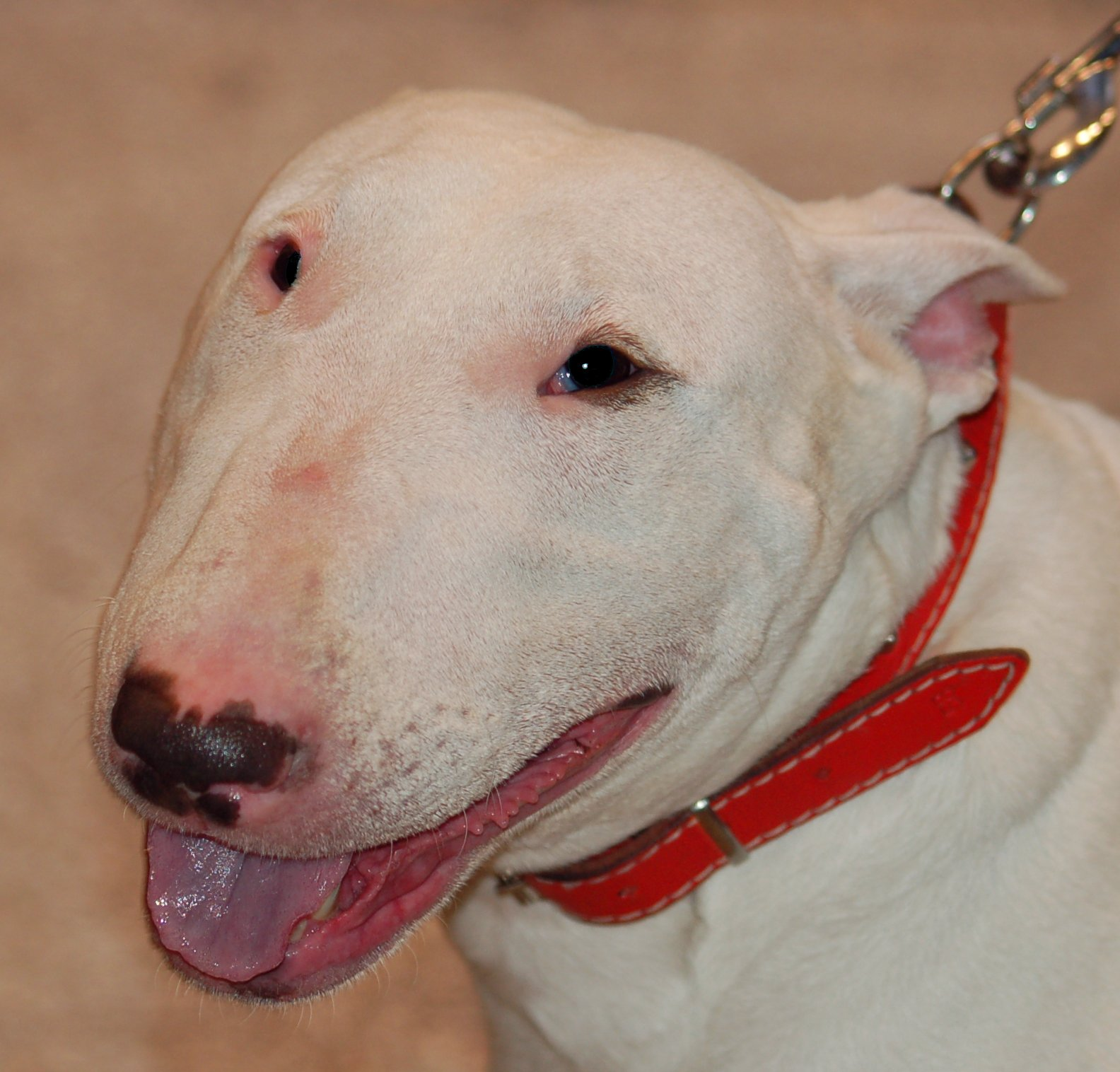
ブルテリア
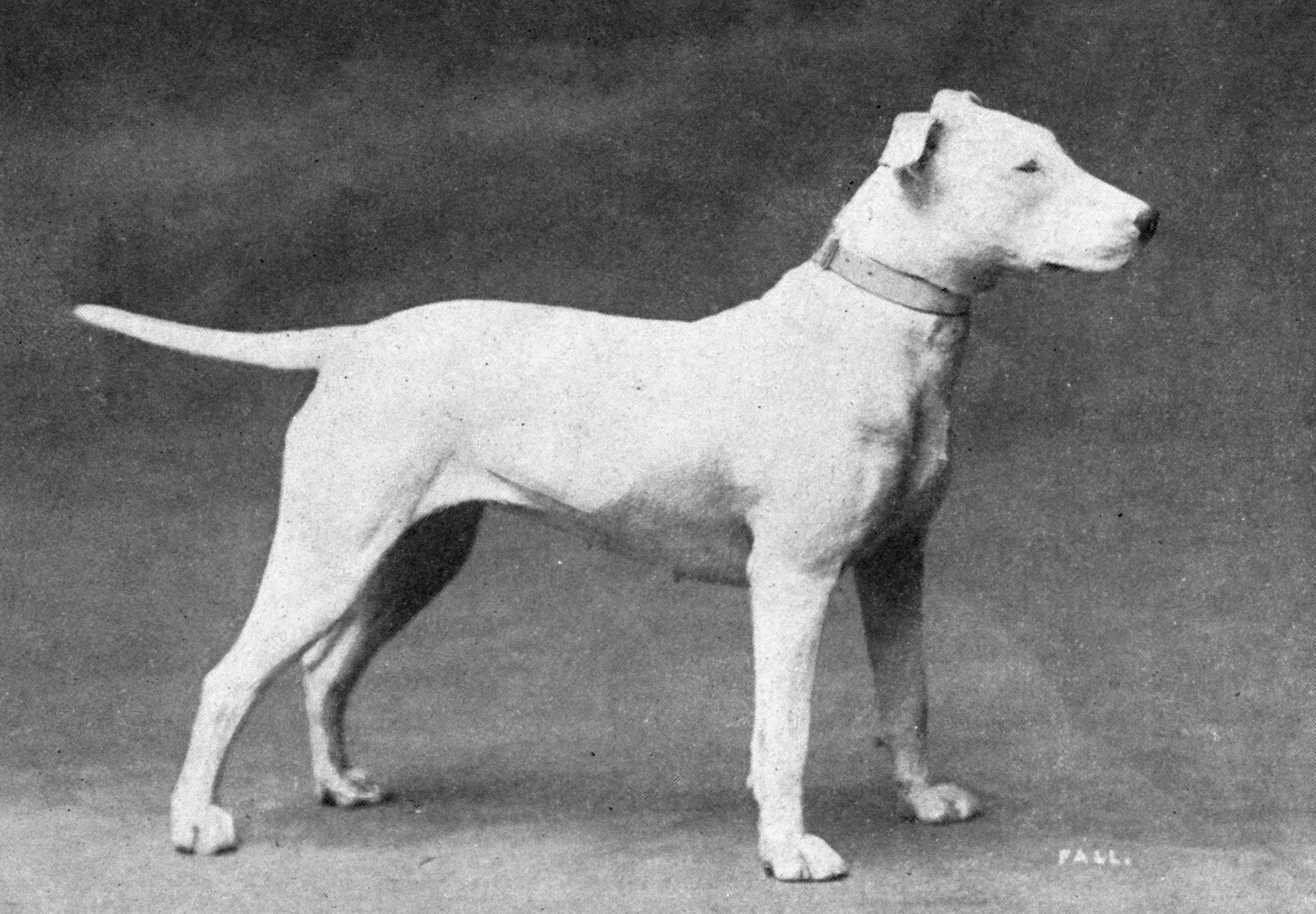
ブルテリア（1915年ごろ）

## サブカルチャーにおけるブルテリア
日本では『平成イヌ物語バウ』の主人公犬バウのモデルとして知られている。そのあまりにユーモラスで何も考えていないように見える風貌から「バカ犬」と誤解されることが多く、漫画やアニメにもそのようなイメージで登場することが多い。しかし、実際はブルドッグの持つ闘争性とテリアの敏捷性を併せ持つ優秀な犬種であり、非常に賢い。なお、この顔は人間の手により、デフォルメされたものである。昔のブルテリアはもっと普通の顔をしている。
映画『マスク』の主人公の飼い犬マイロもブルテリアと間違われやすいが、マイロはジャックラッセルテリアである。